# Antigua e Barbuda ai Giochi della XXXII Olimpiade
Antigua e Barbuda ha partecipato ai Giochi della XXXII Olimpiade, che si sono svolti a Tokyo, Giappone, dal 23 luglio all'8 agosto 2021 (inizialmente previsti dal 24 luglio al 9 agosto 2020 ma posticipati per la pandemia di COVID-19) con undici atleti, tre uomini e tre donne.

## Delegazione
| Sport            | Uomini | Donne | Totale |
| ---------------- | ------ | ----- | ------ |
| Atletica leggera | 1      | 1     | 2      |
| Nuoto            | 1      | 1     | 2      |
| Pugilato         | 1      | -     | 1      |
| Vela             | -      | 1     | 1      |
| Totale           | 3      | 3     | 6      |

## Risultati

### Atletica leggera
| Q | Qualificato al turno successivo per la posizione in qualificazione                                                           |
| q | Qualificato per il turno successivo per ripescaggio o, negli eventi su campo, conquistando la misura minima per qualificarsi |

Maschile
Eventi su pista e strada
| Atleta        | Evento      | Qualificazioni | Qualificazioni | Batteria  | Batteria  | Semifinale      | Semifinale      | Finale          | Finale          |
| Atleta        | Evento      | Risultato      | Posizione      | Risultato | Posizione | Risultato       | Posizione       | Risultato       | Posizione       |
| ------------- | ----------- | -------------- | -------------- | --------- | --------- | --------------- | --------------- | --------------- | --------------- |
| Cejhae Greene | 100 m piani | Bye            | Bye            | 10"25     | 6º        | Non qualificato | Non qualificato | Non qualificato | Non qualificato |

Femminile
Eventi su pista e strada
| Atleta       | Evento      | Qualificazioni | Qualificazioni | Batteria  | Batteria  | Semifinale      | Semifinale      | Finale          | Finale          |
| Atleta       | Evento      | Risultato      | Posizione      | Risultato | Posizione | Risultato       | Posizione       | Risultato       | Posizione       |
| ------------ | ----------- | -------------- | -------------- | --------- | --------- | --------------- | --------------- | --------------- | --------------- |
| Joella Lloyd | 100 m piani | 11"55          | 1ª Q           | 11"54     | 7ª        | Non qualificata | Non qualificata | Non qualificata | Non qualificata |

### Nuoto
| Atleta           | Gara                        | Batterie | Batterie | Semifinali      | Semifinali      | Finale          | Finale          |
| Atleta           | Gara                        | Tempo    | Pos.     | Tempo           | Pos.            | Tempo           | Pos.            |
| ---------------- | --------------------------- | -------- | -------- | --------------- | --------------- | --------------- | --------------- |
| Stefano Mitchell | 100 m stile libero maschili | 51"64    | 51º      | Non qualificato | Non qualificato | Non qualificato | Non qualificato |
| Samantha Roberts | 50 m stile libero femminili | 27"63    | 54ª      | Non qualificata | Non qualificata | Non qualificata | Non qualificata |

### Pugilato
| Atleta      | Evento                | Sedicesimi                 | Ottavi di finale     | Quarti di finale     | Semifinali           | Finale               | Pos.            |                 |
| Atleta      | Evento                | Avversaria Risultato       | Avversaria Risultato | Avversaria Risultato | Avversaria Risultato | Avversaria Risultato | Pos.            |                 |
| ----------- | --------------------- | -------------------------- | -------------------- | -------------------- | -------------------- | -------------------- | --------------- | --------------- |
| Alston Ryan | Pesi leggeri maschile | H. Bachkov (ARM) P (0 - 5) | Non qualificato      | Non qualificato      | Non qualificato      | Non qualificato      | Non qualificato | Non qualificato |

### Vela
| Atleta        | Evento                       | Regata | Regata | Regata | Regata | Regata | Regata | Regata | Regata | Regata | Regata | Regata | Punteggio Totale | Punteggio Netto | Classifica |
| Atleta        | Evento                       | 1      | 2      | 3      | 4      | 5      | 6      | 7      | 8      | 9      | 10     | M      | Punteggio Totale | Punteggio Netto | Classifica |
| ------------- | ---------------------------- | ------ | ------ | ------ | ------ | ------ | ------ | ------ | ------ | ------ | ------ | ------ | ---------------- | --------------- | ---------- |
| Jalese Gordon | Laser Radial class femminile | 42     | 43     | 42     | 43     | 41     | 42     | 37     | 42     | 38     | 41     | EL     | 411              | 368             | 43ª        |